# Валеншия
Валеншия (ирл. Dairbhre, англ. Valentia Island) — остров в Атлантическом океане вблизи юго-западного побережья Ирландии на территории графства Керри у полуострова Айверах. С материком Валеншия соединена мостом и паромной переправой. Размеры острова составляют 11 км в длину и 3 км в ширину. Постоянное население — 665 чел. (2011).

## История
В 1993 году студент-геолог обнаружил ископаемые остатки примитивных позвоночных, которые обитали здесь 385 млн лет назад, перебравшись на остров с материка через мелководье. Эти находки стали одними из старейших на Земле.
В середине XIX века остров стал одной из точек, через которую прошёл трансатлантический телеграфный кабель, соединивший Европу и Северную Америку.

## Достопримечательности
Природные и историко-культурные рекреационные ресурсы Валеншии, а также близость к «Кольцу Керри» делают остров достаточно привлекательным для туристов. В частности, можно отметить такие достопримечательности:
- Горы Геокаун и Фогер Клиффс — высочайшие точки острова;
- Дом Гланлем — рядом с ним расположены сады с тропическими растениями. Сады созданы в 1830-х годах Питером Джорджем Фицджеральдом, обладателем уникальной коллекции флоры Южной Америки, Австралии, Новой Зеландии, Чили, Японии и т. д. Здесь находится самое высокое папоротниковое растение в Европе;
- Грот со статуей Девы Марии;
- Центр Наследия — здесь хранятся экспонаты, рассказывающие об истории острова и его природных особенностях.

## Галерея

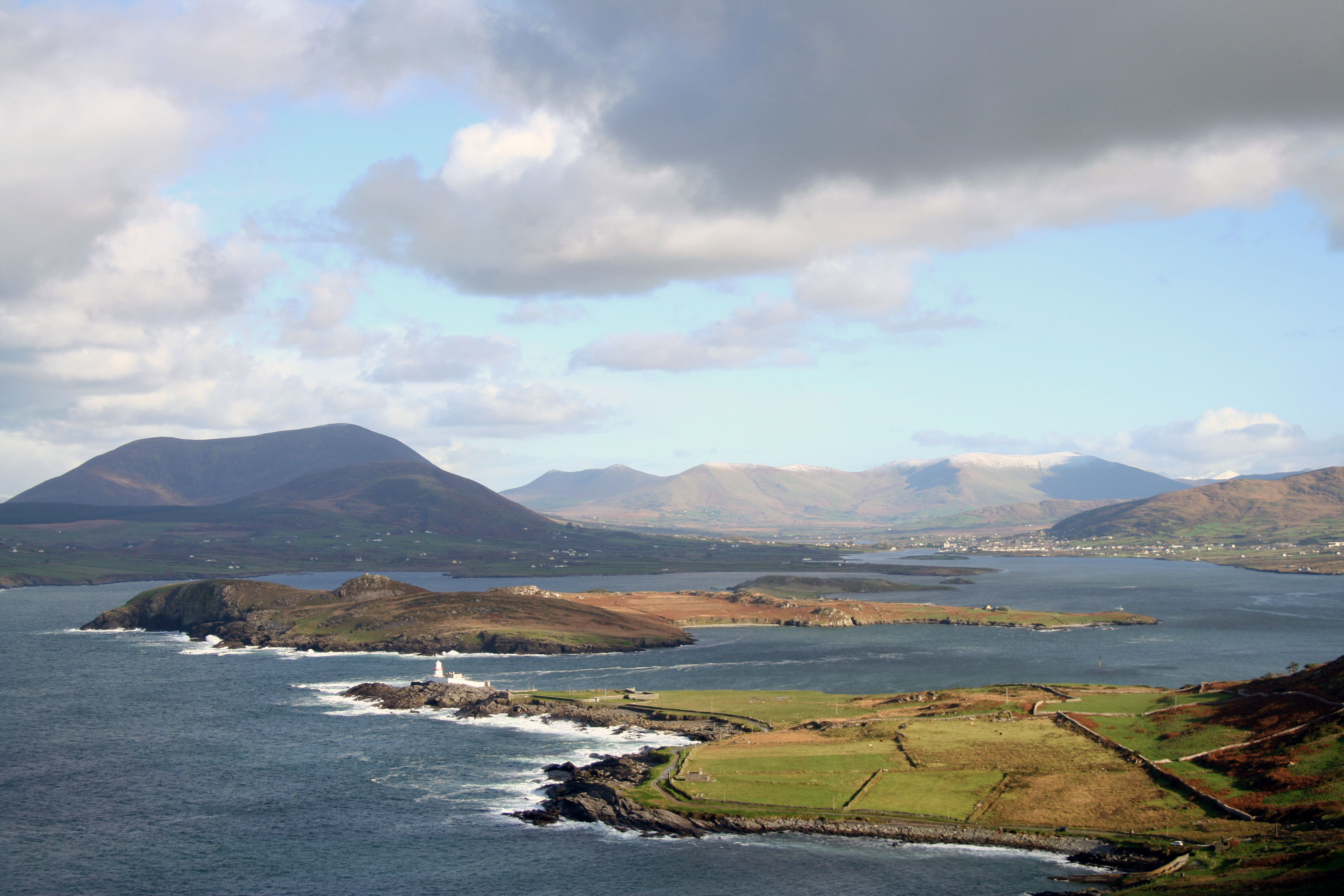
Маяк на одном из мысов острова
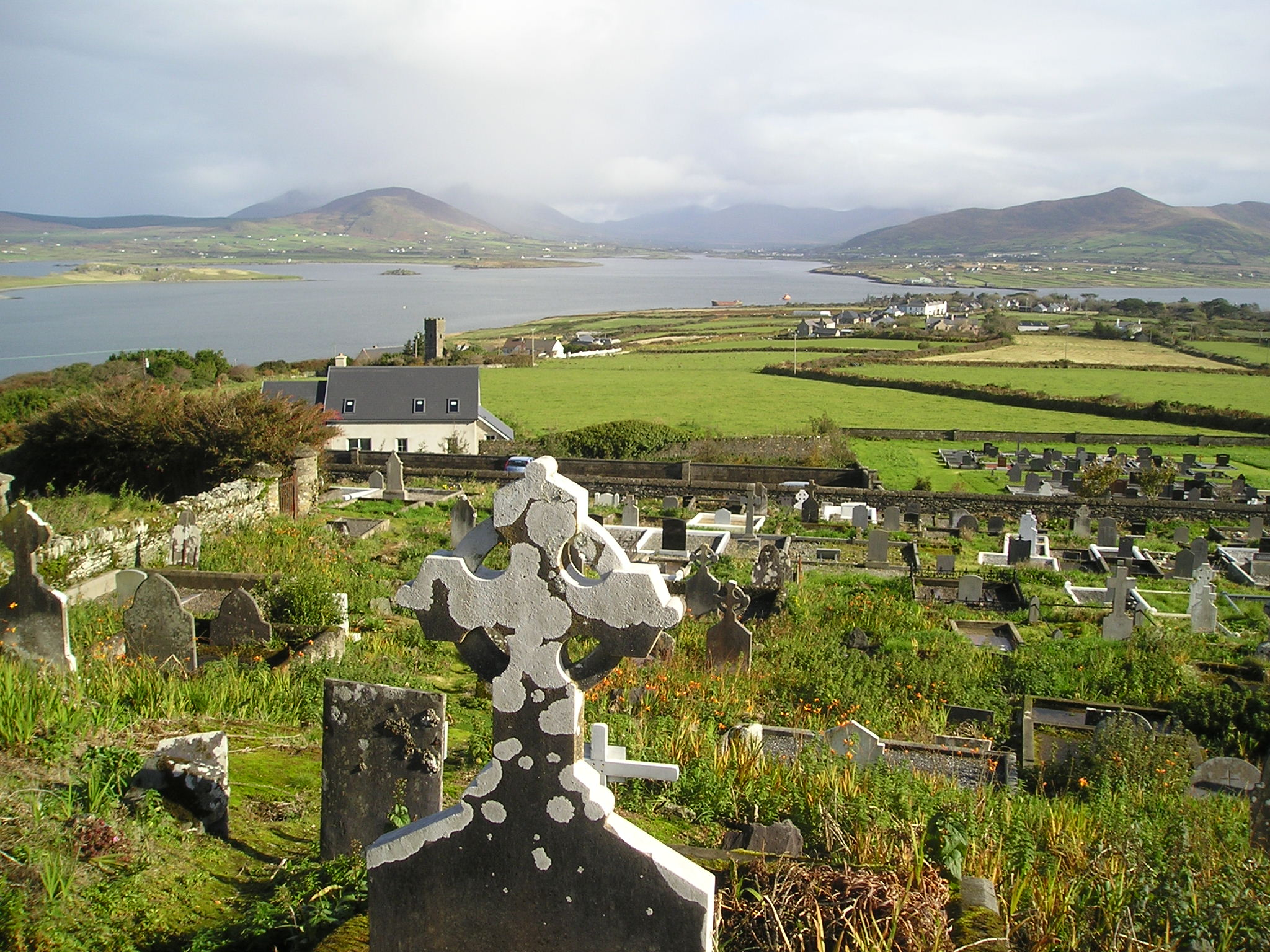
Старинное кладбище
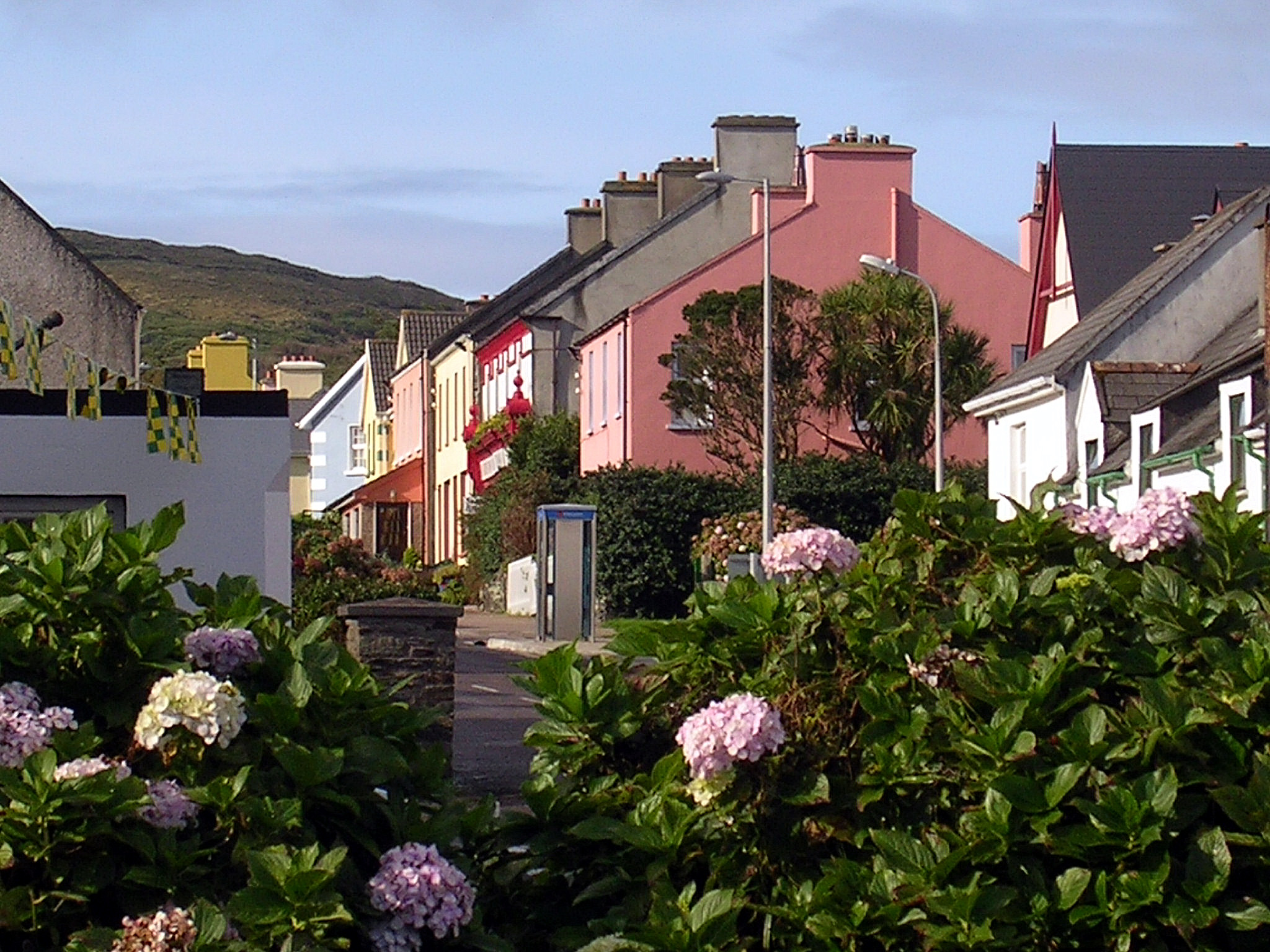
Центр Найтстоуна
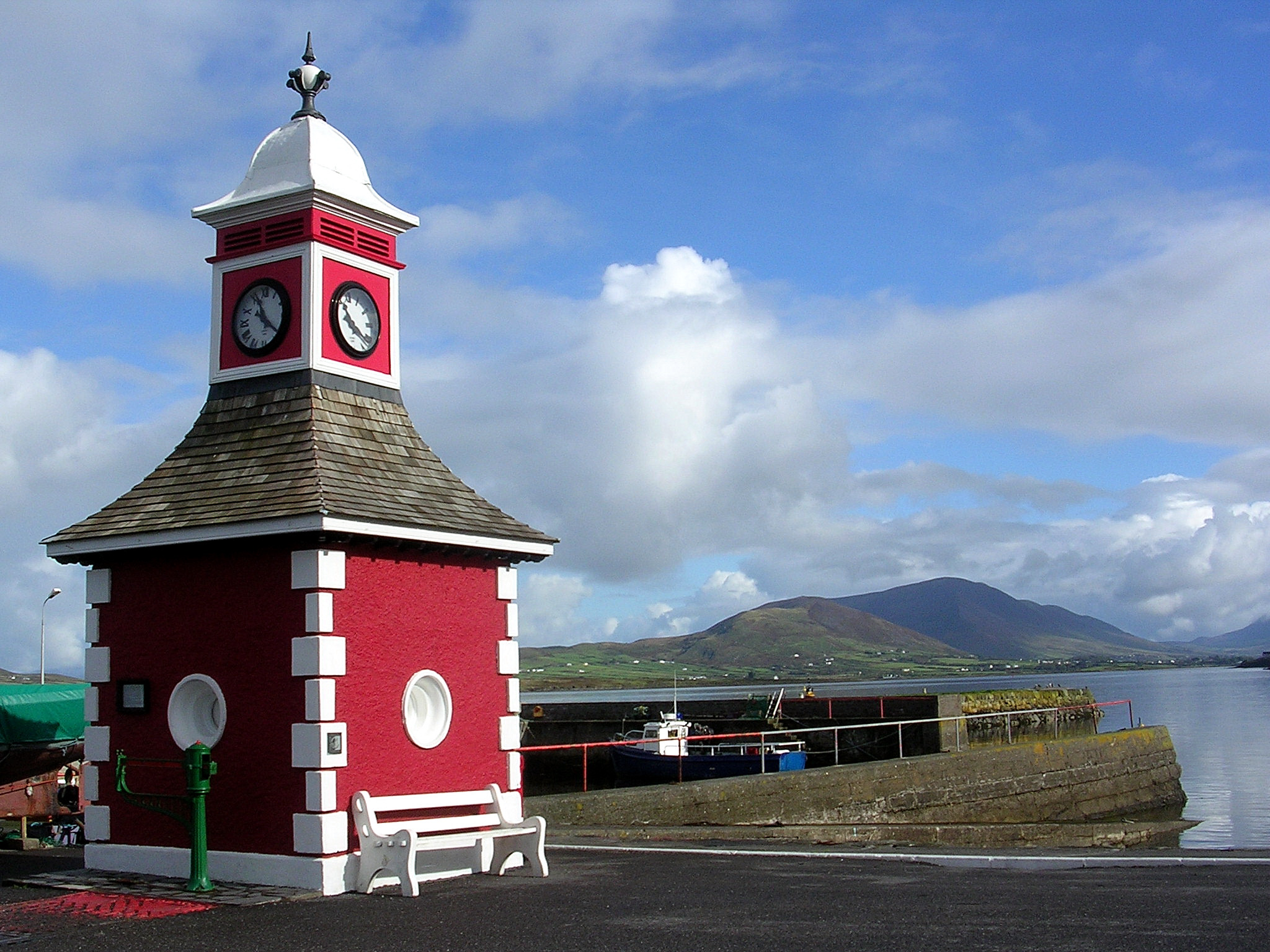
Набережная в Найтстоуне
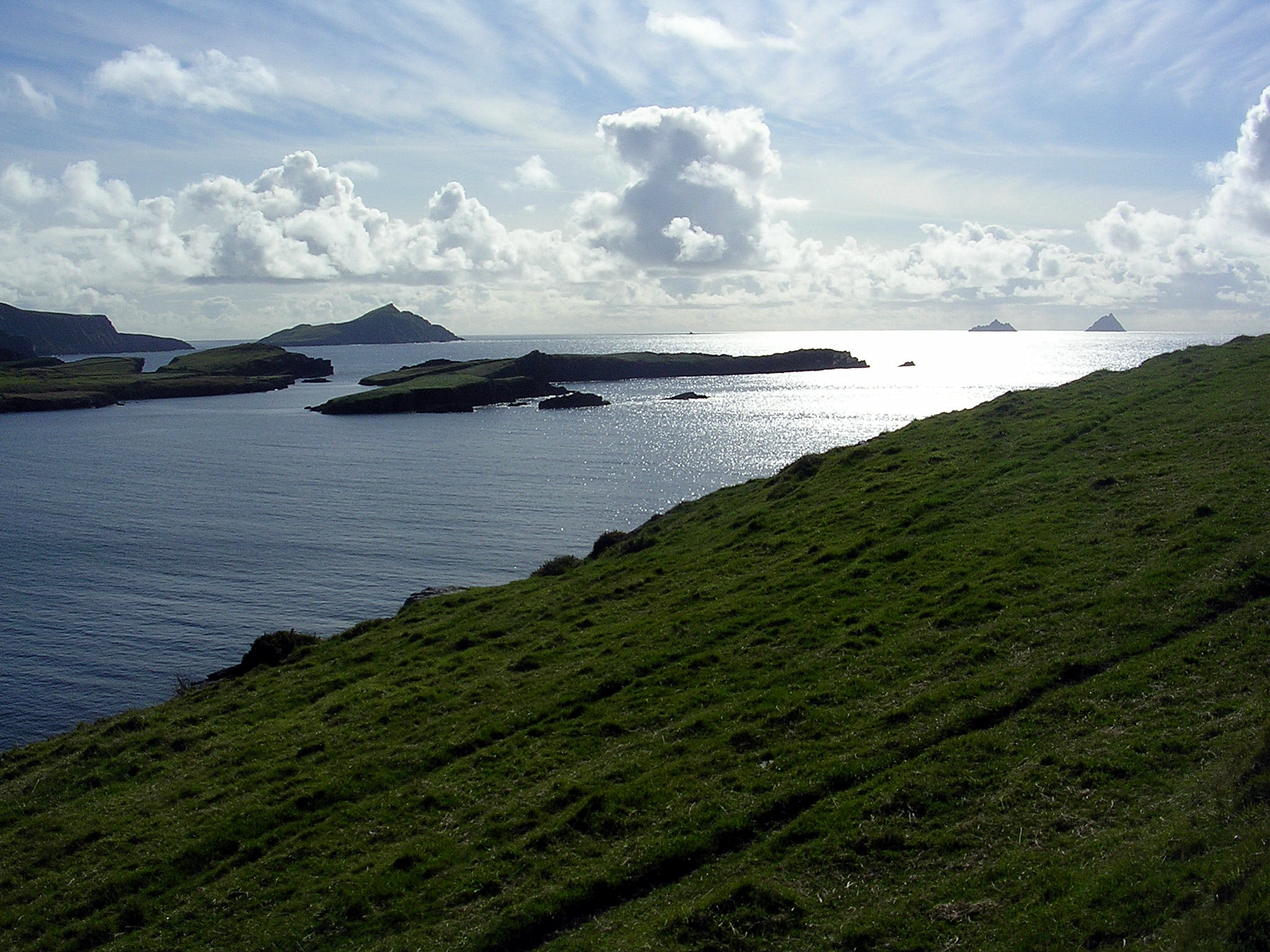
Вид в сторону Атлантического океана
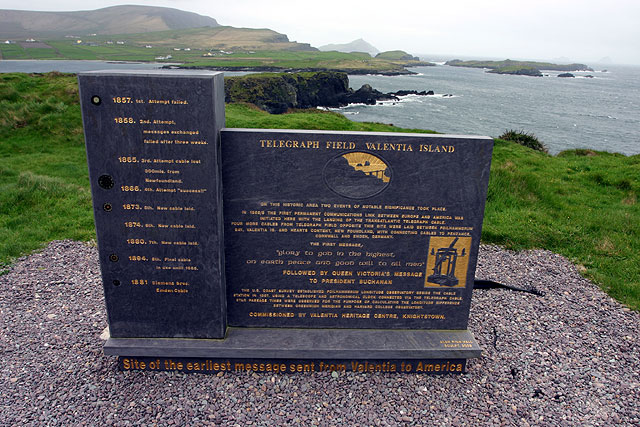
Памятный знак о первом телеграфном сообщении, отправленном с Валеншии в Америку
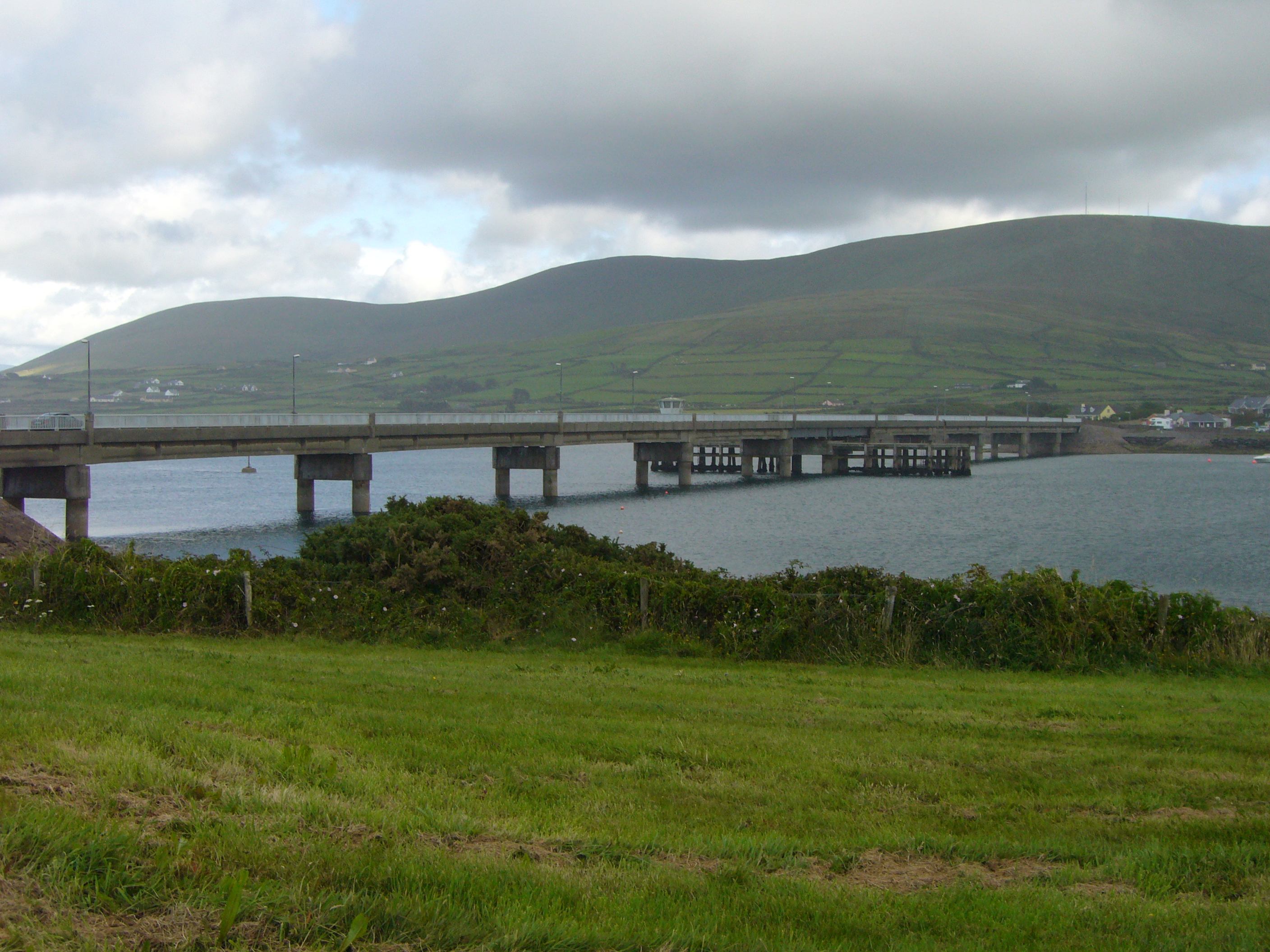
Мост, соединяющий Валеншию с остальной территорией Ирландии
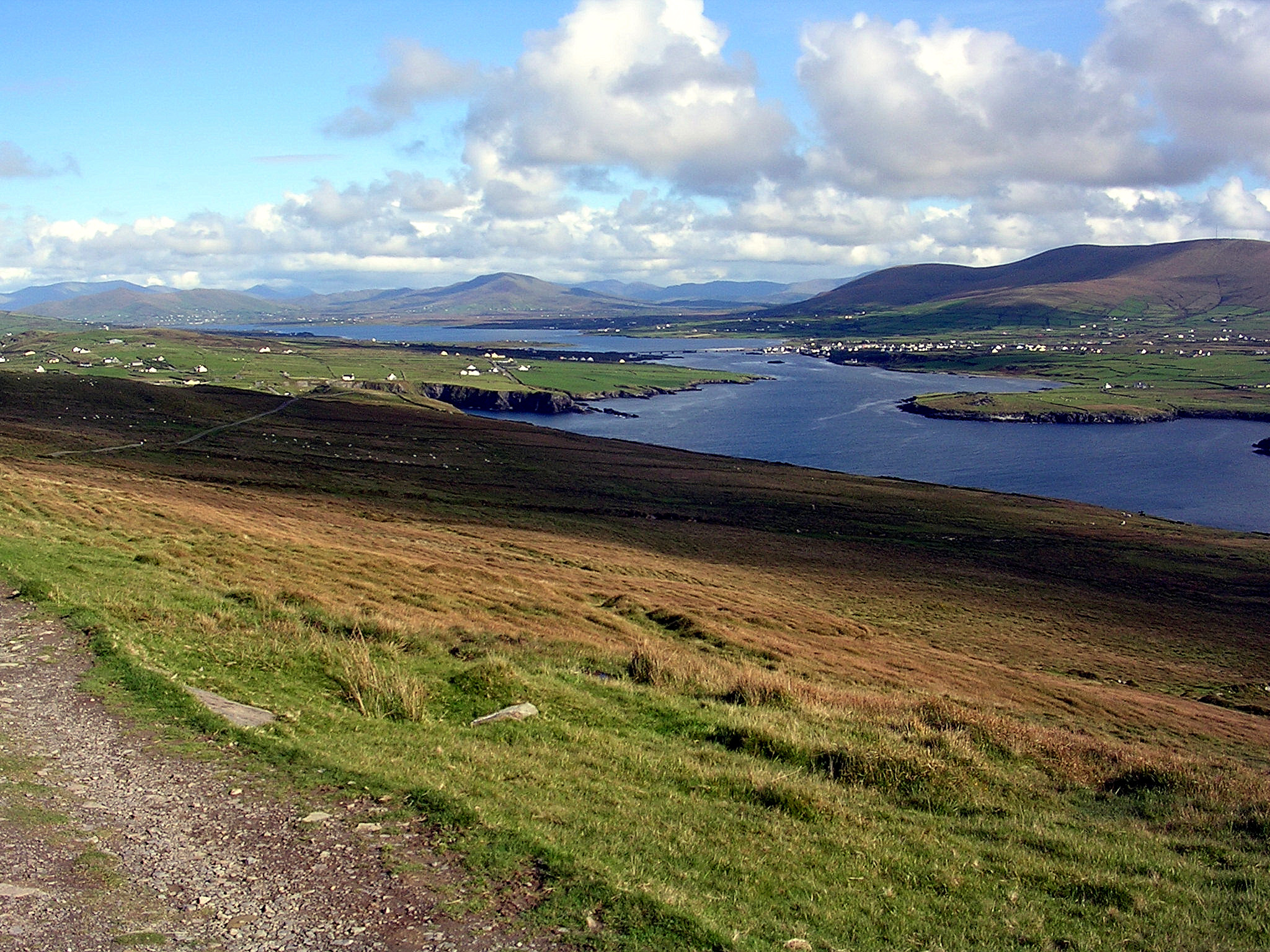
Панорама острова